# Национальная библиотека Лаоса
Национальная библиотека Лаоса (лаос. ຫໍສະໝຸດແຫ່ງຊາດ) — центральная библиотека Лаоса, находится во Вьентьяне, Лаос. Она была основана в 1956 году.

## История
Национальная библиотека Лаоса была официально открыта в 1956 году при Департаменте изящных искусств Министерства образования.
После окончания Гражданской войны в 1975 году библиотека стала функционировать как Управление библиотек, музеев и археологии в рамках того же министерства. В 1983 году библиотека находилась в ведении Департамента общественной культуры Министерства информации и культуры и располагалась в том же здании, что и Музей революции.
В 1985 году библиотека переехала в центр Вьентьяна напротив фонтана Нампху. С 1997 года библиотека функционирует как Национальная библиотека Лаоса.
Начиная с октября 2007 года, библиотека сотрудничает с Университетом Пассау и Берлинской государственной библиотекой, таким образом была создана Цифровая библиотека лаосских рукописей. Правительство Лаоса разрешило сделать собрание рукописей доступным через Интернет.
В период с 2013 по 2016 год во Вьентьяне строилось новое здание библиотеки. В 2016 году Национальная библиотека переехала в новое четырёхэтажное здание рядом с музеем Кейсона Фомвихана, примерно в 6 км к северу от своего предыдущего местоположения, недалеко от нового Национального музея и Лаосского национального университета, официальное открытие состоялось 29 декабря 2016 года.